# Štola Mařka
Štola Mařka je přírodní památka jižně od obce Raškov v okrese Šumperk. Oblast spravuje Krajský úřad Olomouckého kraje.

## Předmět ochrany
Důvodem ochrany je biotop dvanácti druhů letounů, zejména netopýra velkého (Myotis myotis) a netopýra černého (Barbastella barbastellus) v důlní štole, která sloužila k přepravě vápence z lomu Rychtář do vápenky v Bohdíkově. Zároveň je EVL ev. č. CZ0713743